# La Madone à la prairie

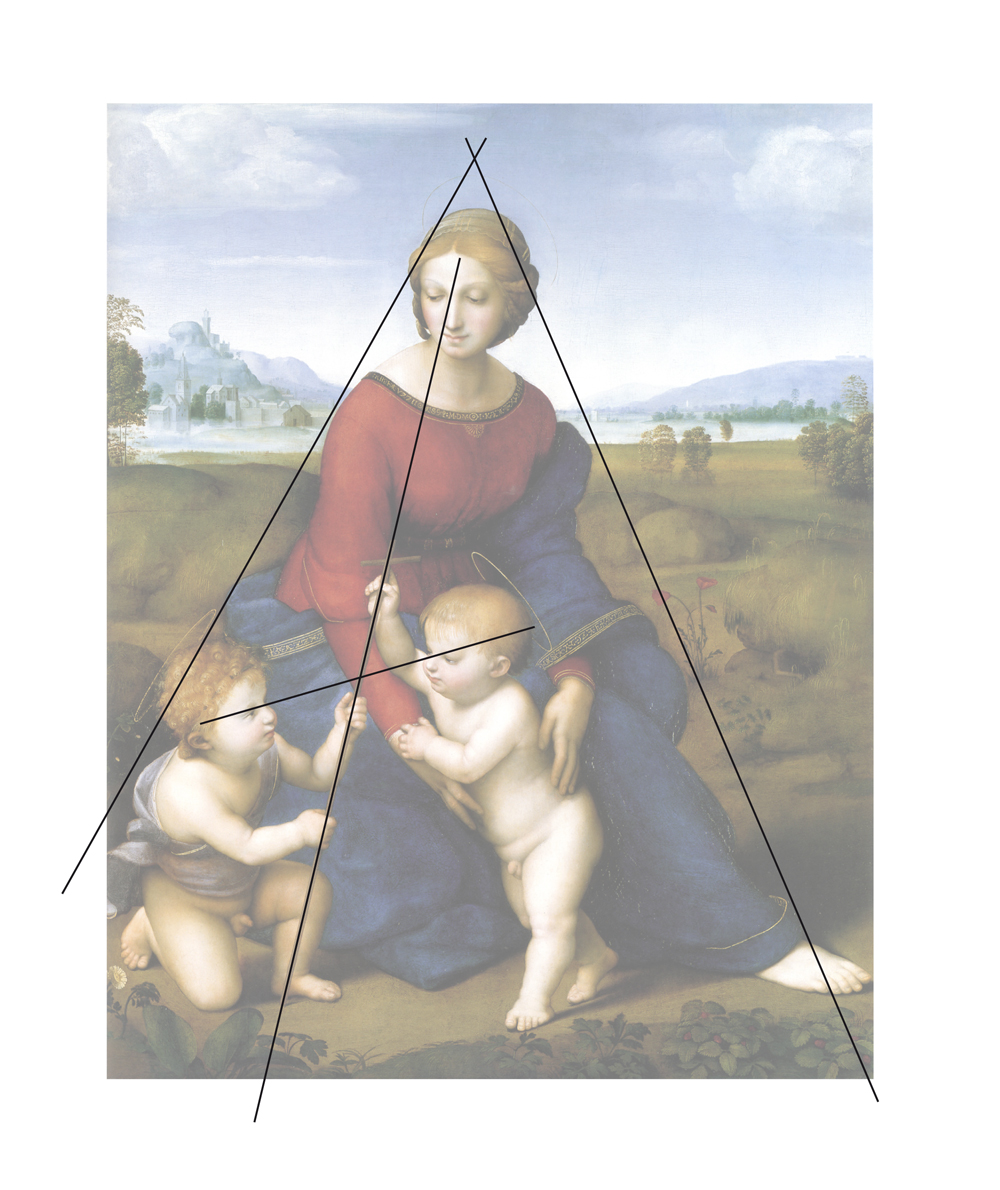
Les lignes de force du tableau.

La Madone à la prairie (en italien : Madonna del Prato ou encore Madonna del Belvedere) est une peinture religieuse de Raphaël. Le tableau est actuellement exposé à la Kunsthistorisches Museum de Vienne.

## Histoire
Peinte en l'an 1506, la Madonna del Prato est une œuvre de jeunesse du peintre, datable de l'époque de son séjour à Florence.
Le tableau est généralement considéré comme une des deux peintures que Raphaël a peint à Florence pour Taddeo Taddei (l'autre étant probablement La Sainte Famille avec palme (Sacra Famiglia con palma), que Vasari a vu chez les héritiers au palais Taddei. 
Philippe Baldinucci raconte la façon dont le tableau a été cédé à l'archiduc Ferdinand-Charles d'Autriche qui le posa dans son palais à Innsbruck. 
En 1663, le tableau qui se trouvait au Château d'Ambras et 1773,  fut transféré aux collections impériales de Vienne, au palais du Belvédère qui lui donna une de ses désignations alors que celle de Madonna del Prato est issu du paysage.
L'œuvre est semblable du point de vue style et sujet à la Madonna del Cardellino (Galerie des Offices) et à La Belle Jardinière (Musée du Louvre), avec une série de dessins préparatoires et d'études de composition attribués parfois à l'une ou l'autre (Ashmolean Museum, Cabinet des Dessins...).

## Description
Les trois personnages, Marie, Jésus et le petit saint  Jean-Baptiste, sont représentés dans un pré verdoyant.  
La Vierge Marie est représentée assise et elle porte un manteau bleu brodé d'or sur une robe rouge, sa jambe droite se trouvant le long d'une diagonale. 
La tête de Marie est tournée vers sa droite et légèrement inclinée ; ses yeux sont fixés sur le petit saint Jean  qui est a son genou. Dans ses mains, elle tient l'Enfant Jésus qui est debout, un pied devant l'autre, qui se penche en avant pour toucher la croix du roseau tenu par saint Jean. 
Les personnages sont auréolés discrètement.
Diverses plantes détaillées sont présentes en premier plan. Juste derrière la Vierge à droite on distingue également un pavot bien dessiné. Plus loin un lac dessine un horizon elliptique masqué par des arbres à gauche comme à droite. Sur l'autre rive, une forêt à droite, une ville avec ses tours et les toits des maisons à gauche, se dessinent  dans un lointain bleuâtre.
Le ciel bleu est parsemé de nuages.

## Analyse
La composition fluide et de forme pyramidale montrant les protagonistes liés par des échanges de regards et de gestes témoigne d'une évidente influence des modèles leonardesques comme La Vierge, l'Enfant Jésus et sainte Anne, mais s'en écarte en remplaçant le sens du mystère et  l'inquiétante charge d'illusions et suggestions par une sensation de calme et une familiarité spontanée. 
D'inspiration léonardesque sont aussi le pré, parsemé de plantes botaniques sélectionnées avec soin, le rendu atmosphérique du paysage en arrière-plan se perdant dans les vapeurs du lointain ainsi que les visages de saint Jean et du Christ enfants par le sfumato qui les enveloppe et par les traits somatiques issus du studio dal vero.
La Vierge Marie porte un manteau bleu brodé d'or sur une robe rouge Le bleu symbolise l'église et le rouge la mort du Christ. La Vierge symbolise l'unification de la Mère Église par le sacrifice du Christ. 
Le pavot fait référence à la Passion du Christ, mort et ressuscité.

## Attribution
L'attribution à Raphaël est unanime. Le tableau est l'une des œuvres qui ouvrent la série des Madones de l'artiste lors de son séjour florentin, influencé par Léonard de Vinci.